# Партизански одред Зејнел Ајдини
Народноослободилачки партизански (НОП) одред "Зејнел Ајдини" је био партизанска јединица у саставу Народноослободилачке војске и партизанских одреда Југославије током Другог светског рата у Југославији.

## Историјат
Први партизански одред састављен од припадника албанске националности са Космета, формиран је 27. септембра 1942. између села Рамњана и села Пожарања код Урошевца, јачине 13 бораца. У првој акцији коју је извео заједно са делом Врањског НОПО 19. октобар 1942. на рудник хрома код села Лојана (јужно од Прешева), протерао је бугарску окупаторску стражу, запленио већу количину експлозива и спалио рудничку архиву. Крајем новембра Одред је ојачан са групом комуниста из Ђаковице. Политички је деловао нарочито међу Албанцима, упознајући их са циљевима НОП и позивао на братску сарадњу са Србима и Црногорцима у борби против окупатора и квислинга. У децембру 1942. пребацио се у рејон Урошевца. Тада је имао 40 бораца, међу којима мањи број Срба и Црногораца. На планини Црнољеви, на путу Урошевац—Призрен, Одред је 3. јануар 1943. напао из заседе италијанску аутоколону; том приликом погинуло је око 20 италијанских војника и оштећен путнички аутомобил и неколико камиона. Обласни комитет КПЈ за Косово и Метохију намеравао је да од овог Одреда формира два, па му је наредио да се по групама пребаци на Скопску Црну гору. Одред је, међутим, код села Бинача, 20. јануара 1943. био разбијен од бугарске фашистичке војске. Један део преживелих бораца ушао је у састав Емин Дураку НОП одреда.